# Quake III Arena
Quake III Arena (známa i jako Trinity [pracovní název], zkráceně Q3A anebo Q3) je počítačová hra, multiplayerová střílečka z pohledu první osoby vydána 2. prosince 1999. Hra byla vytvořená společností Id Software. Quake III Arena je třetí titul v sérii a odlišuje se od předchozích verzí absencí klasického módu single‑player. Sólo hra je zpracovaná jako souboj v aréně proti protivníkům s umělou inteligencí (botům), podobně jako ve hře Unreal Tournament.

## Historie
Quake III Arena byl přímý konkurent hry Unreal Tournament od Epic Games, která byla vydána o 10 dní později. Obě hry si byly velmi podobné a obě byly multiplayerovým pokračováním singleplayerových her, takže bylo vykonáno množství porovnání obou her. Unreal Tournament byl vyzdvihovaný pro vysokou inteligenci počítačem řízených hráčů (botů), velkou různorodost zbraní a herních módů, zatímco Quake III Arena byla chválen za dynamickou hratelnost a výbornou grafiku.
V prosinci 2000 Id Software vydala datadisk s názvem Quake III: Team Arena. Byl zaměřený na týmovou hru a přinášel nové herní mody, mapy, zbraně a modely hráčů. Tento datadisk byl kritizovaný, protože jeho vydání bylo příliš dlouho očekávané a jeho nové vlastnosti byly už z velké části implementované modifikacemi fanoušků.
Později společnost vydala dvojCD Quake 3: Arena Gold, které obsahovalo původní hru Quake III Arena a datadisk Quake III: Team Arena.
19. srpna 2005 společnost Id Software uvolnila kompletní zdrojový kód Quake III Arena pod licencí GNU General Public License tak, jako to udělala i u starších her Wolfenstein 3D, Doom, Quake a Quake II. To však neznamená, že kompletně celá hra byla vydaná pod GPL, protože textury a ostatní data zůstaly chráněné copyrightem.
18. října 2005 vyšel další díl série Quake jako pokračovaní příběhu z Quake II pod názvem Quake 4.

## Hra

### Příběh
Neví se, před kolika staletími Vadrigaři, tajemní Mistři Arény, postavili Arénu Věčnosti pro jejich vlastní pekelné potěšení. Ve skutečnosti se o těchto bytostech neví nic, kromě toho, že vyznávali krveprolévaní a prostředí skutečného boje. Takovými jako oni sami, největšími bojovníky všech dob, naplnili Arénu. A ty jsi právě vstoupil do jejich řad.
Jako gladiátor v Aréně Věčnosti musíš nejen přežít, ale i vyhrát každý boj proti stále silnějším protivníkům. Neobávej se být moc „zfragovaný“. Vadrigaři se nenechají v jejich oblíbeném sportu oklamat takovou maličkostí, jako je smrt. Ti, co padnou, jsou ihned navráceni zpět k životu a okamžitě vhozeni zpět do boje, možná o trochu moudřejší ze svých chybných kroků.
Když se prach, krev a končetiny usadí, všichni bojovníci si vybojují právo bojovat znovu a poskytovat další zábavu pro Vadrigary. Ale jen ten bojovník, který zabil nejvíc nepřátel, bude vyhlášený za vítěze. Vyhrávající gladiátor postupuje do dalších a obtížnějších arén, až se nakonec on nebo ona postaví Xaerovi, Pánovi Poslední Arény.

### Zbraně
Zbraně jsou navržené tak, aby žádná ze zbraní nebyla dominantní. Rovnováhy mezi jednotlivými zbraněmi bylo dosáhnuto zkušenostmi z předchozích dílů Quake a Quake II. Například raketomet (rocket launcher) byl v Quake vysoce účinnou zbraní, která dominovala deathmatchům, zatímco v Quake II byl raketomet oslabenou zbraní a hráči ji používali jen velmi málo. V Quake III Arena je raketomet už vyváženou zbraní.
Gauntletje zbraň určená výhradně pro boj zblízka. Nepotřebuje žádnou munici a hráč ji má už od začátku hry. Používá se většinou jen tehdy, pokud hráč už nemá žádnou jinou zbraň s municí, anebo se hráčovi podaří dostat blíže k jinému a nečekaně ji vytáhnout. Damage (poškození) je 50 HP (Hit points).
Machinegun (MG)je další zbraň, kterou hráč získá automaticky už na začátku hry. Její účinnost je velmi nízká, ale zvyšuje se schopností hráče dobře mířit. Rozptyl nábojů jsou asi 2°, přičemž rychlost střelby je 10 nábojů/sec. Jeden náboj zraňuje za 7 HP poškození.
Shotgun (SG)je brokovnice primárně určená pro boj zblízka. Při použití na větší vzdálenosti se zvětšuje její rozptyl a snižuje účinnost. Tato zbraň vystřeluje 11 broků, každý za 10 HP poškození. Další výstřel je možné uskutečnit po 1 sekundě.
Grenade Launcher (GL)vystřeluje granáty, které vybuchují při kontaktu s jiným hráčem nebo 2,5 sekundy po vystřelení. Dráha vystřeleného granátu je ovlivněná gravitací. Podobně jako raketomet způsobuje značný splashdamage, který se využívá na trik grenadejump. Poškození 110 HP při přímém zásahu. Další výstřel možný po 0,8 sec.
Rocket Launcher (RL)je jednou z nejpoužívanějších zbraní, protože se snadno používá a včetně splashdamage způsobuje velká zranění. Kvůli velké zasáhnuté ploše a pomalé rychlosti letu rakety využívají tuto zbraň hráči hlavně na výstřel do podlahy, stěny nebo stropu namísto přímého výstřelu na protivníka. Na druhé straně, při příliš blízkém výstřelu může hráč zranit nebo zabít i sebe. Zbraň se dá též použít na trik rocketjump. Tato zbraň se nachází na většině běžně hraných map. Poškození 100 HP při přímém zásahu, další výstřel je možný po 0,8 sec.
Lighting Gun (LG)vystřeluje proud elektřiny s ohraničeným dosahem. Velmi účinná zbraň, dokáže zabit zdravého oponenta za 2 sekundy, protože „střílí“ rychlostí 0,05 sec.
Railgun (RG)je zbraň, která se používá především na boj na větší vzdálenosti. Je absolutně přesná a velmi účinná, ale frekvence výstřelů je dost nízká (1,5 sekundy) a vyžaduje dobré míření. Poškození 100 HP. Výhodou RG je, že jeho projektil se při zásahu protihráče nezastaví, ale pokračuje dále ve své dráze, a tak může zasáhnout i více hráčů. I těmto uděluje 100 HP poškození.
Plasma Gun (PG)vystřeluje proud plazmových pulzů. Tato zbraň způsobuje menší splashdamage než raketomet nebo granátomet, a využívá se na trik plasmaclimbing. Rychlost střelby je 10 plazmových koulí za sekundu, každá za 20 HP poškození.
BFG10K (BFG)neboli Big Fucking Gun, je nejsilnější a nejhůře vyváženou zbraní ve hře, proto se mezi hráči prakticky nepoužívá. Je porovnatelná s raketometem nebo plazmou, ale projektily mají vyšší rychlost a frekvence výstřelů je někde mezi, přibližně 5 výstřelů za sekundu, každý za 100 HP poškození.

### Brnění
Maximum brnění je 200, které klesá každou sekundu o 1 bod až na úroveň 100. Brnění jsou na ochranu nositele a absorbují 2⁄3 poškození.
- Armor shard – úlomek brnění přidávající 5 bodů k brnění.
- Light armor – lehké brnění zelené barvy přidávající 25 bodů k brnění, zkráceně označované jako GA (green armor).
- Combat armor – brnění žluté barvy přidávající 50 bodů k brnění, zkráceně označované jako YA (yellow armor).
- Heavy armor – těžké brnění červené barvy přidávající 100 bodů k brnění, zkráceně označované jako RA (red armor).

### Zdraví
Každý hráč začíná s 125 bodovým zdravím (životem). Maximum života je 200, které každou sekundou klesá o 1 bod až na úroveň 100. Hráči, který spadne ze střední výšky na zem, se udělí 5 poškození, a z větší výšky 10 poškození. Brnění v tomto případě nehraje úlohu.
- Zelené zdraví – uzdravuje za 5 bodů, maximálně doplní zdraví do 200.
- Žluté zdraví – uzdravuje za 25 bodů, maximálně doplní zdraví do 100.
- Zlaté zdraví – uzdravuje za 50 bodů, maximálně doplní zdraví do 100.
- Mega zdraví – uzdravuje za 100 bodů, maximálně doplní zdraví do 200.

### Vlajky a předměty
- Červená a modrá vlajka – používá se v týmovém módu Capture the flag.
- Battle suit – chrání hráče před lávou, slizem, utopením a jinými nepříznivými podmínkami včetně splashdamage, snižuje poškození od zbraní o 50 %.
- Flight – antigravitační generátor umožňující hráči po dobu 60 sekund létat.
- Haste – zdvojnásobí rychlost pohybu a střelby po dobu 30 sekund.
- Invisibility – zprůhlední hráče po dobu 30 sekund, na povrchu hráče však vytvoří slabě viditelnou texturu, na NPC však nefunguje.
- Quad damage – ztrojnásobí množství poškození střelbou (název quad zůstal z předešlých dílů Quaka) na dobu 30 sekund.
- Regeneration – postupně zvyšuje zdraví hráče až na hranici 200 po dobu 30 sekund. Množství přidaného života za jednu sekundu záleží na zdraví hráče. 15 bodů je přidávaných, pokud je okamžitý život hráče pod 100, a 5 bodů, když je jeho okamžitý život nad 100.
- Medkit – uzdraví hráče na hodnotu zdraví 125, ve starších verzích jen na 100.
- Teleporter – teleportuje hráče na náhodný spawn na mapě.

### Medaile
- Excellent – za 2 fragy (zabití) do dvou sekund.
- Impressive – 2 zásahy protivníka za sebou s railgunem.
- Frags – za každých 100 napočítaných fragů v Single Player.
- Accuracy – když je poměr výstřel/zásah víc než 50 %.
- Gauntlet – za frag s Gauntletem (ve hře se oznámí slovem „Humiliation“, které znamená ponížení, pokora).
- Perfect – za ukončený zápas bez toho, aby hráč byl zabit.
- Defense – tuto medaili hráč získává v CTF, když zabije protivníka ve své bázi nebo hráče nesoucího vlajku.

### Módy
- Free for all (FFA) – všichni proti všem.
- Team death match (TDM) – dva týmy proti sobě.
- Tournament (duel) – jeden proti jednomu.
- Capture the flag (CTF) – dva týmy, cílem je sebrat nepříteli jeho vlajku a donést ji do své základny, ale přitom ubránit svou. Nerozhoduje tu počet fragů, ale počet úspěšných obsazení vlajek.
- Clan Arena (CA) – týmová hra, která se hraje na předem nastavený počet her; hraje se v promodu, každý hráč začíná s 200 HP a 100 armoru; je dostupné omezené množství zbraní, nic se nesbírá, nezpůsobuje se sobě ani nikomu z teamu damage (je výhodné využívat rocket jumpy a podobně); kolo vyhrává tým, který zabije všechny členy druhého teamu.
- Freeze Team death match – TDM, při kterém hráč neumře, ale je zmražen a spoluhráč může zmraženého hráče rozmrazit, když u něj bude stát několik sekund; obvykle se hraje s nastavením instagib, kdy mají všichni hráči dostupný pouze railgun a gauntlet.
- Instagib – Doplňkový mód, kdy všichni hráči mají pouze railgun a gauntlet a neomezené množství nábojů.

## Modifikace
Ke Q3 bylo vytvořeno množství modifikací:
- Rocket Arena je turnajová modifikace, ve které použití raketometu nezpůsobuje ubrání života hráčovi, který raketomet použil, takže hráči mohou intenzívně využívat pohyb po mapě pomocí rocketjumpu.
- Orange Smoothie Productions je modifikace vytvořená pro turnajové hraní. Umožňuje hráčům více možností, nastavení a modifikaci, jako například statistika přesnosti zbraní v závěrečném skóre či možnost volit mapu, zjednodušit grafiku nebo nastavit vzhled protivníka, aby například nesplýval s pozadím, atd.
- DeFRag je modifikace, ve které hráči mohou trénovat svoje trickjumping schopnosti a též soutěžit s jinými hráči.